# まるごと福岡トクテレ
まるごと福岡トクテレ（まるごとふくおかとくてれ）は、NHK福岡放送局とNHK北九州放送局で2007年度に放送された地域情報番組。

## 概要
福岡県内では、2004年度から3年間、情報番組とニュースを統合した大型番組『情報ワイド福岡いちばん星』と、これに内包する形で『なんしよ〜ん!?北九州』を放送。しかし、NHK経営改革のあおりを受ける形で放送時間縮小となり、『いちばん星』の16・17時台を引き継ぐ形で2007年4月2日スタートした。18時台のニュースについては、『ニュースいちばん星』と改題、「いちばん星」のタイトルを引き継いだ。
NHKは、2008年度の抜本改編に際して、『ゆうどきネットワーク』を全国放送にする方針を固めたため、2008年3月7日の放送を最後に終了。この枠のローカル番組は『ゆうどき5九州沖縄』から9年で幕を下ろした。

## 放送時間
毎週月曜日～金曜日　17:15 - 18:00
- 大相撲本場所開催中は休止。
- 国会中継や高校野球中継放送の場合は短縮か休止のことあり。

## コーナー
- ゲストコーナー
旧『いちばん星』16時台では毎日あったが、枠縮小で現在は放送されない日もあった。
- おじゃ町中継
中継コーナー。これも旧『いちばん星』では帯コーナーだったが、この番組では不定期。
- ふくおか一期一会
この番組ではリポーターに格下げとなった古賀千尋や歌手の小野綾子らが、福岡県の様々な人と出会うリポートコーナー。
- ペロリキッチン（月曜日～木曜日）
料理コーナー。旧『いちばん星』でバラバラだったものを統合。
- 街トピ!（月曜日～木曜日）
最新のタウン情報。
- インターネット中継（木曜日）
- 藤清光のふるさと元気ごはん
金曜日の主軸コーナー。旧『いちばん星』に引き続き、自称女性“ふるさと料理人”の藤清光が、食文化研究家の中山美鈴とともに全国各地で学んだ郷土料理を紹介。また、週によっては、県内各地に特設屋台ごと出向いて、現地で展開。そのときは、旧『いちばん星』で名コンビだった古賀千尋が同行する。
- 遊ぼう!Weekend（金曜日）
福岡県内や近隣地域の旅情報。週末に手軽に出かけられる地域を紹介。
- トクトクNHK（金曜日）
福岡局広報。北九州局の広報は別途日曜昼前にミニ番組として放送。

## 出演者

### 番組進行
- 有田雅明（アナウンサー）
- 西口久美子

### リポーター
- 古賀千尋
『福岡いちばん星』ではスタジオ進行役だった。
- 小園裕美
- ふじわらたけひろ
- 丹友美（北九州）
いずれも『福岡いちばん星』『なんしよ〜ん!?北九州』からの続投。
- 石丸響子（元テレビディレクター）
- 小野綾子（歌手）

### ペロリキッチン
- 渡辺純子（管理栄養士。月曜）
- 檜山タミ（ベテラン料理研究家）
- 森山いづみ（料理研究家）
- 吉田智美（フードコーディネーター。お菓子担当）
- 小野照子（ベターホーム協会所属）

### ふるさと元気ごはん
- 藤清光（とう・せいこう。自称“ふるさと料理人”）

### 気象情報
- 松井渉（日本気象協会九州地区支配人管轄組織所属気象予報士）

## テーマ曲
ヤドカリ「ロンリーパパイヤ」
ヤドカリは地元出身者を含む二人組のミュージシャン。番組開始を記念し初回にゲスト出演した。